# Palais Auersperg

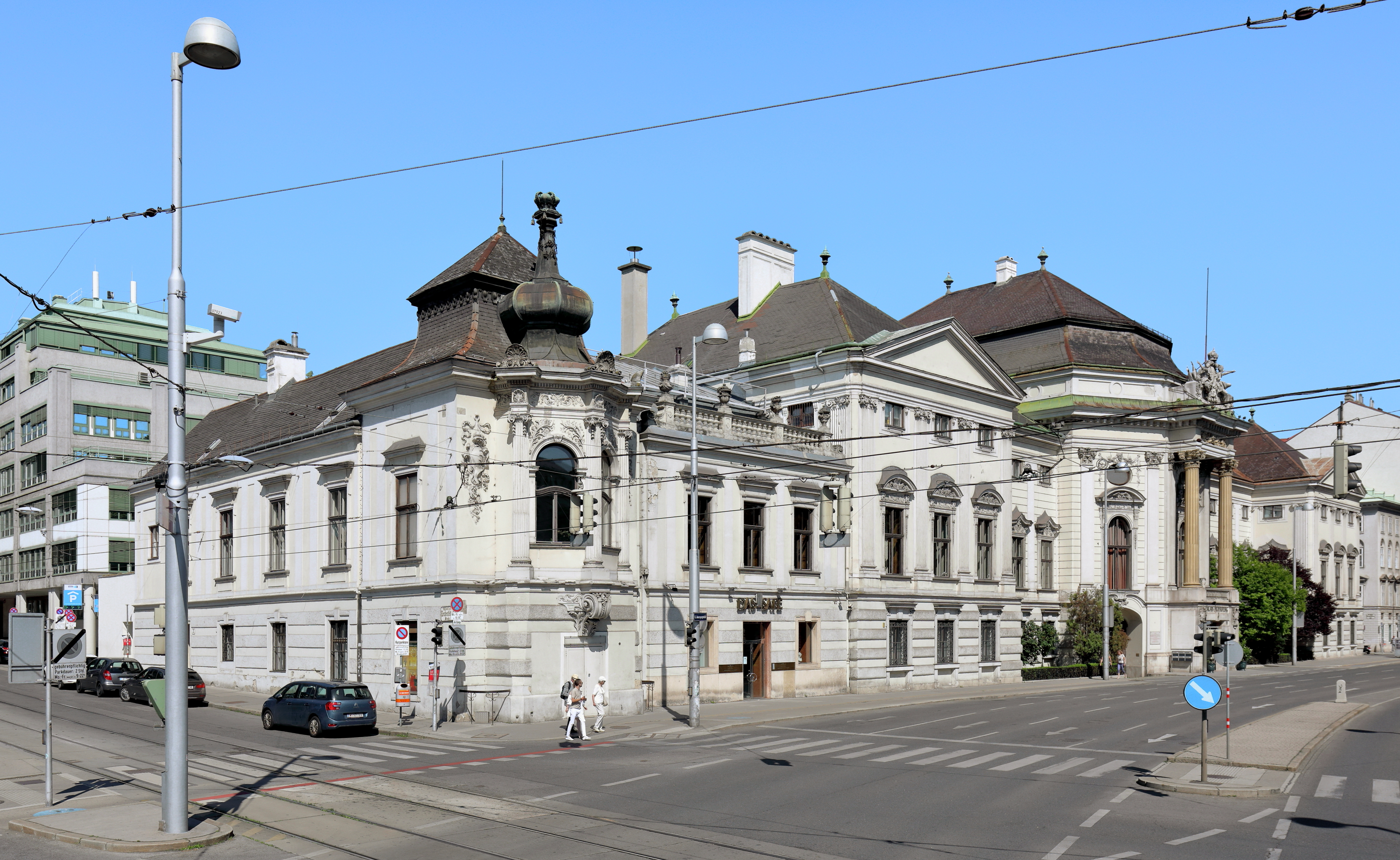
Palais Auersperg in Wien

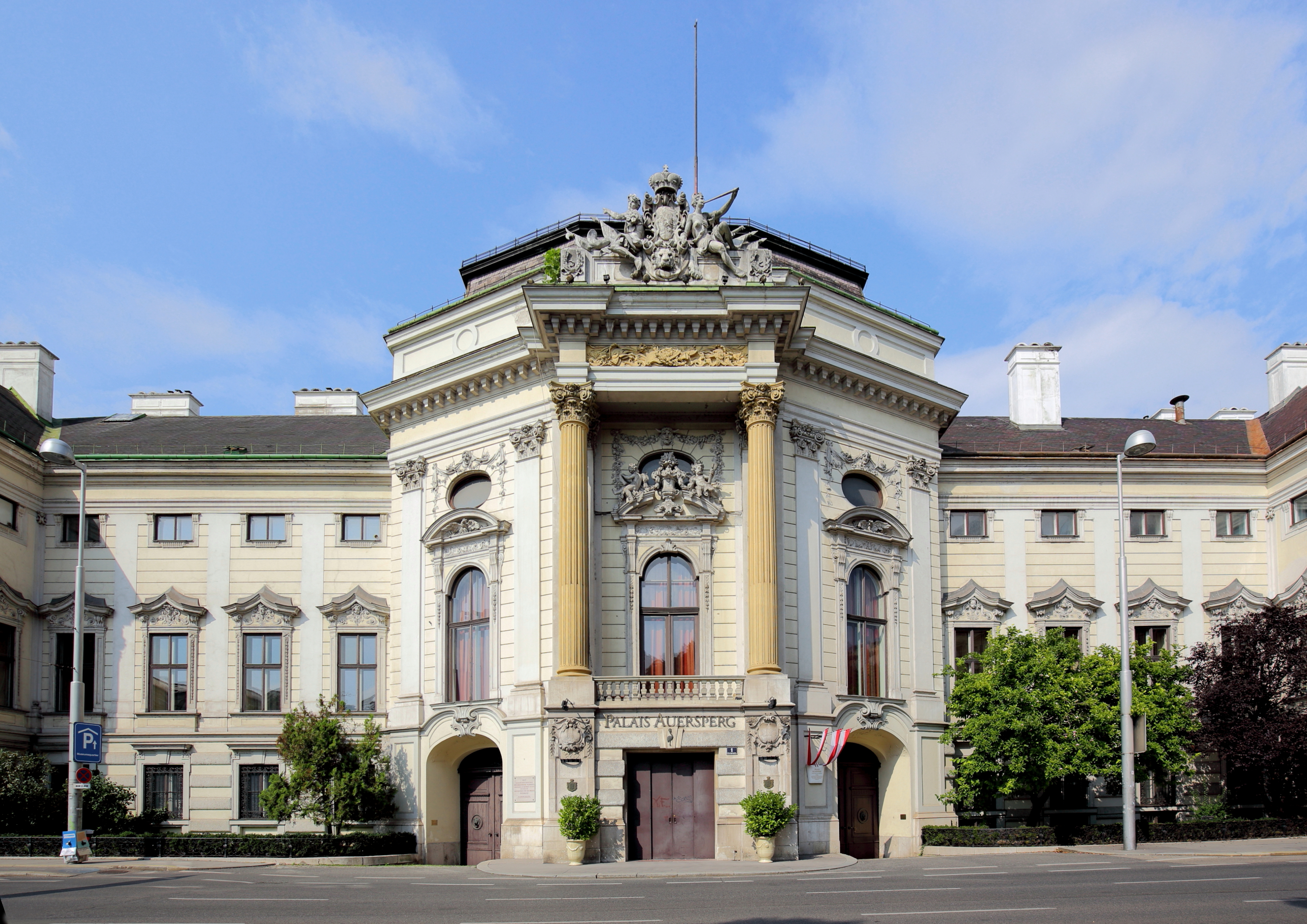
Hauptportal des Palais

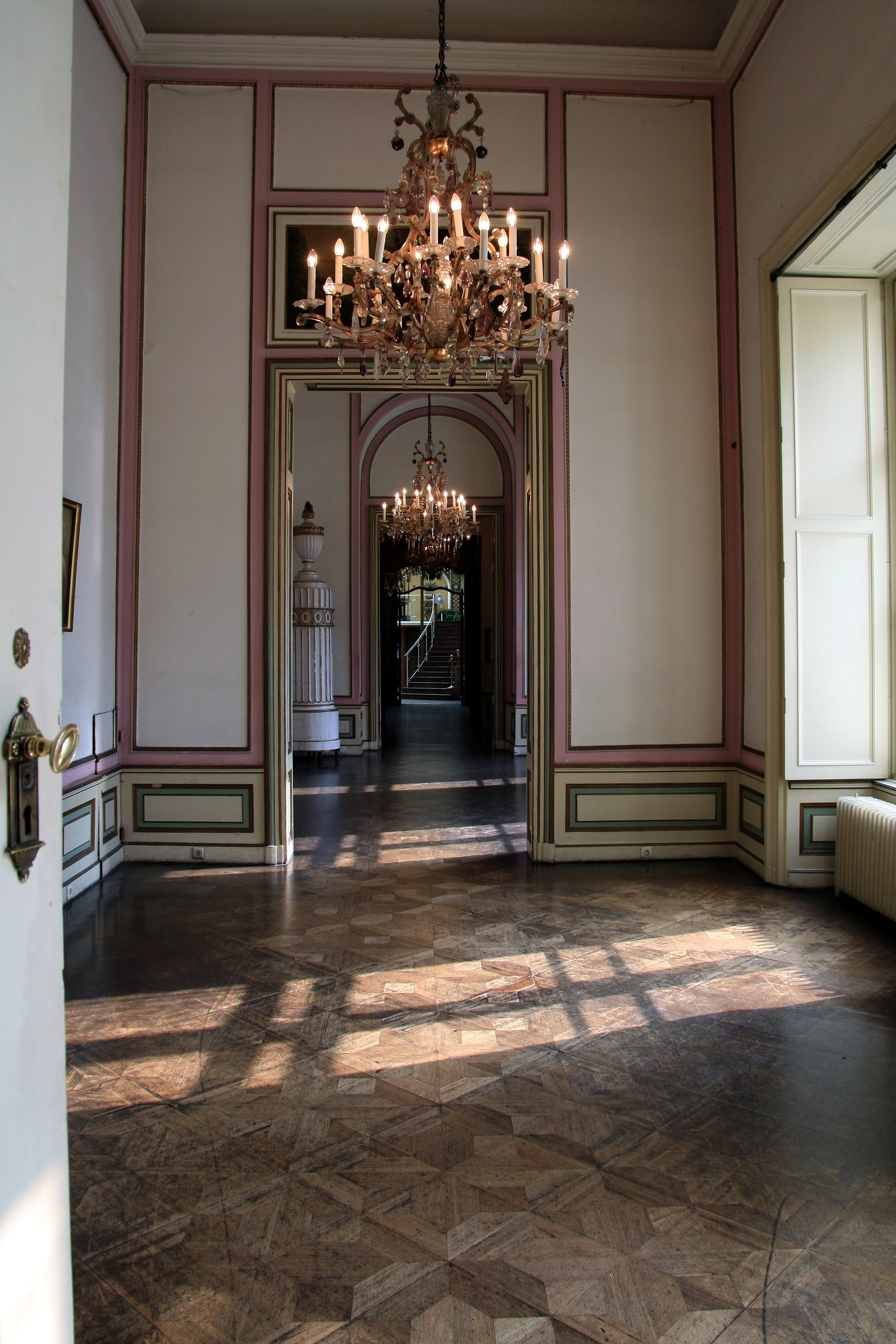
Zimmerflucht im Palais

Das Palais Auersperg (ursprünglich Palais Rofrano, später auch Palais Rosenkavalier) ist ein Barock-Palais in der Auerspergstraße 1 im 8. Wiener Gemeindebezirk Josefstadt.

## Geschichte
Erbaut wurde das Palais in den Jahren 1706 bis 1710 an der Stelle des ehemaligen Rottenhofes nach den Plänen der Architekten Johann Bernhard Fischer von Erlach und Johann Lucas von Hildebrandt für Hieronymus Capece de Rofrano. (Da in der 1911 uraufgeführten Oper „Der Rosenkavalier“ der Librettist Hugo von Hofmannsthal die fiktive Titelfigur mit dem Namen Octavian Rofrano bedachte, wurde der Operntitel im 20. Jahrhundert in Anlehnung an den Bauherren zeitweilig zum Namensgeber des Palais.) Der Mittelteil wurde 1720–1723 durch Johann Christian Neupauer wesentlich verändert. Es erfolgten Aufträge an den Hofsteinmetzmeister Elias Hügel aus Kaisersteinbruch, harter „Kaiserstein“ wurde für die Prunkstiege und die Säulen verwendet.
1759 wurde das Haus von Joseph Friedrich von Sachsen-Hildburghausen gemietet, der als Leiter seiner Hauskonzerte Christoph Willibald Gluck verpflichtete. Der Prinz nutzte das damalige Palais Rofrano etwa ab 1749 als Winterdomizil. Zu dieser Zeit war das Palais durch musikalische Darbietungen unter der Leitung von Giuseppe Bonno bekannt. Zwischen 1754 und 1761 fanden im Palais Rofrano in den Wintermonaten wöchentliche Academien (Musikveranstaltungen) statt. Außerdem wurden auch einige rauschende Feste für die höhergestellte Aristokratie veranstaltet, die sich höchster Beliebtheit erfreuten.
1777 erwarb Johann Adam Fürst Auersperg das Palais Rofrano. Er war ein Vertrauter Franz-Stephans und Maria Theresias. Ab 1786 fanden im seither Palais Auersperg genannten Barockpalais eine Serie musikalischer Veranstaltungen von großer gesellschaftlicher Bedeutung statt. Unter anderem wurden in dieser Zeit Wolfgang Amadeus Mozarts Idomeneo und Joseph Haydns Sieben Worte des Erlösers am Kreuze aufgeführt.
Nachdem die vier Kinder von Johann Adam Fürst Auersperg aus erster Ehe verstorben waren und seine zweite Ehe kinderlos blieb, adoptierte er seinen Neffen Carl Auersperg (1750–1822), der 1795 sein Erbe antrat. Die Ehe von Carl und seiner Frau Josepha blieb ebenfalls kinderlos, daher adoptierten sie 1812 den Neffen von Carl, Prinz Vincenz Karl, der wiederum 1817 sein Erbe antrat. In der Zeit zwischen 1827 und 1837 bewohnte Prinz Wasa samt schwedischem Königshof das Palais, nachdem ihm in seiner Heimat sein Erbe streitig gemacht worden war.
1864 ließ Vinzens Fürst von Auersperg auf dem Gartengrundstück entlang der Lerchenfelder Straße ein Ballhaus errichten. Nach dem Tod des Fürsten 1872 ließ seine Witwe Wilhelmine Fürstin von Auersperg bauliche Veränderungen an diesem Ballhaus vornehmen, um die Räumlichkeiten an das Geometrische Institut vermieten zu können. 1901 wurde jedoch das Ballhaus unter Fürst Franz Joseph von Auersperg wieder seiner ursprünglichen Verwendung zugeführt. Im Zweiten Weltkrieg erlitt das Ballhaus so schwere Schäden, dass es in der Folge abgetragen werden musste.
1878 übernahm Wilhelmine Fürstin von Auerspergs erstgeborener Sohn Franz Joseph Emanuel (1856–1938) das Besitztum gemeinsam mit seiner Gattin Gräfin Wilhelmine Kinsky. Wilhelmine organisierte mehrere Wohltätigkeitsveranstaltungen zu Gunsten der Vereinigung zur Errettung verwahrloster Kinder. Es wurden Theaterstücke und Konzerte zu wohltätigen Zwecken im Rosenkavaliersaal abgehalten, bei denen teilweise Aristokraten mitwirkten.
Mit dem Bau der parallel-laufenden Zweierlinie der Ringstraße verlor das Palais seinen umzäunten Ehrenhof und die Straße wurde direkt an das Gebäude verlegt.
Zwischen 1923 und 1935 waren zwischenzeitlich das Bundesdenkmalamt und eine Filmgesellschaft im Palais eingemietet. 1940 erbte Ferdinand Fürst Auersperg (1887–1942) das Palais, 1942 ging es an seine Schwester Christiane Croÿ über. Diese bewohnte während des Zweiten Weltkriegs mit ihrer Familie die oberen Räume des Palais. Dort hielten sie auch Widerstandskämpfer versteckt, wovon heute noch ein Schild neben dem Haupteingang berichtet. 1944 wurde im Palais Auersperg das „Provisorische österreichische Nationalkomitee“, auch als O5 bekannt, gegründet. 1945 wurde das Palais von der Interalliierten Militärpolizei beschlagnahmt und als Hauptquartier genutzt.
Konsul Alfred Weiss, Eigentümer von Arabia Kaffee, erwarb das Palais 1953. Von 1953 bis 1954 wurde das Haus nach Plänen von Oswald Haerdtl um ein Restaurant, einen Wintergarten und Veranstaltungsräume ergänzt. Alfred Weiss eröffnete im Palais einen Kaffeehausbetrieb mit 600 Sitzplätzen. Vor der Orangerie richtete er eine große Terrasse ein. Nach seinem Tod 1987 verkauften seine Erben das Palais Auersperg an die Unternehmergruppe General Partners A.G.
Anfang 2006 wurde das Palais um 20 Millionen Euro von einer Eigentümergesellschaft an einen ausländischen Privatmann verkauft. In der zweiten Jahreshälfte 2008 wurde es erneut verkauft, diesmal über ein Bieterverfahren im Internet. Als „Richtwert“ für Gebote hatte der Eigentümer 33 Millionen Euro genannt.
Gegenwärtig wird das Palais als Veranstaltungsort für Bälle und andere Großveranstaltungen genutzt. Die Beletage besteht aus elf Sälen (Maria-Theresien-Saal, Rosenkavaliersaal, Blauer Salon, Kronprinz-Rudolf-Saal, Musiksalon, Loggia, Bibliothek, Gluck-Galerie, Kaisersaal, Idomeneo-Saal, Altes Restaurant) und fasst bis zu eintausend Personen. Während die Prunkräume unverändert blieben, wurden im Obergeschoß einige Flächen zu Büroräumlichkeiten erschlossen. In den 2010er Jahren wurde die Beletage restauriert.
Bis 2014 fand hier der Rosenball statt.
Am 15. Juni 2021 wurde in der Ediktsdatei des Österreichischen Bundesministerium für Justiz die freihändige Veräußerung des Palais angekündigt und der Wert des Objekts mit 20.530.000,00 EUR angegeben. Mit dem Verkauf wurde das Auktionshaus Sotheby’s betraut. Der österreichische Unternehmer Jürgen Hesz kaufte das Palais für 36 Millionen Euro.